# Alter Bridge
Alter Bridge là một ban nhạc rock Mỹ thành lập ở Orlando, Florida năm 2004. Ban nhạc bao gồm giọng ca chính kiêm chơi ghita Myles Kennedy, ghita chính kiêm hát đệm Mark Tremonti, tay bass Brian Marshall và tay trống Scott Phillips. Kể từ khi thành lập đến nay ban nhạc vẫn chưa có sự thay đổi thành viên nào. Ban nhạc được biết tới với những chương trình biểu diễn trực tiếp nổi tiếng và chuyến lưu diễn rộng rãi.